# Матокса
Матокса (рос. Матокса) — присілок у Всеволожському районі Ленінградської області Російської Федерації.
Населення становить 259 осіб. Належить до муніципального утворення Куйвозовське сільське поселення.

## Історія
Від 1 серпня 1927 року належить до Ленінградської області.

## Населення
| 2007 | 2010 | 2017 |
| ---- | ---- | ---- |
| 140  | ↗259 | →259 |